# Bandiera di Saint-Martin

Il tricolore francese, bandiera ufficiale di Saint-Martin.

L'unica bandiera ufficiale di Saint-Martin è il tricolore francese, poiché Saint-Martin è una collettività d'oltremare della Francia.